# Nicolas Raggi
Pour les articles homonymes, voir Raggi.
Nicolas Bernard Raggi, né le 13 octobre 1790 à Carrare (à l'époque, dans le duché de Massa et Carrare) et mort le 24 mai 1862 à Paris (6e arrondissement), est un sculpteur français d'origine italienne, de style néo-classique.

## Biographie
Nicolas Raggi se forme auprès de Lorenzo Bartolini à Florence. Il y remporte un prix fondé par Elisa Bonaparte, grande-duchesse de Toscane.
Avant 1814, il s’exile à Marseille où il est tenté par le commerce, mais finalement il entre dans l’atelier de François Joseph Bosio. Il est admis à l’École des beaux-arts de Paris en 1814.
Il débute au Salon de 1817 où il présente Jeune discobole, prêt à lancer son disque.
Il est nommé chevalier de la Légion d'honneur en 1824,. Il est naturalisé français en juillet 1828. 

## Œuvres dans les collections publiques
- Albi : Monument à La Pérouse, 1853, bronze.
- Bordeaux : Louis XVI, 1828, statue en bronze, (5,83 mètres, envoyée à la fonte en 1942 sous le régime de Vichy[3].
- Grenoble, place Saint-André : Monument à Bayard, 1823, bronze[4].
- Nérac : Monument à Henri IV, 1823, bronze, classé monument historique le 30 mai 1990[5].
- Paris :
  - église de la Madeleine : Saint Vincent de Paul, statue.
  - musée du Louvre : Métabus et Camille, 1855, groupe en marbre.
  - palais Bourbon : Monument à Henri IV, réplique en plâtre.
- Pau, place Royale : Monument à Henri IV, marbre de Louvie[6].
- Saint-Omer, rond-point Pierre Guillain : Monument à Ferdinand-Philippe d'Orléans, 1846, bronze.
- Versailles, musée de l'Histoire de France : Hugues Capet, 1837, statue en marbre[7].

Œuvres de Nicolas Raggi
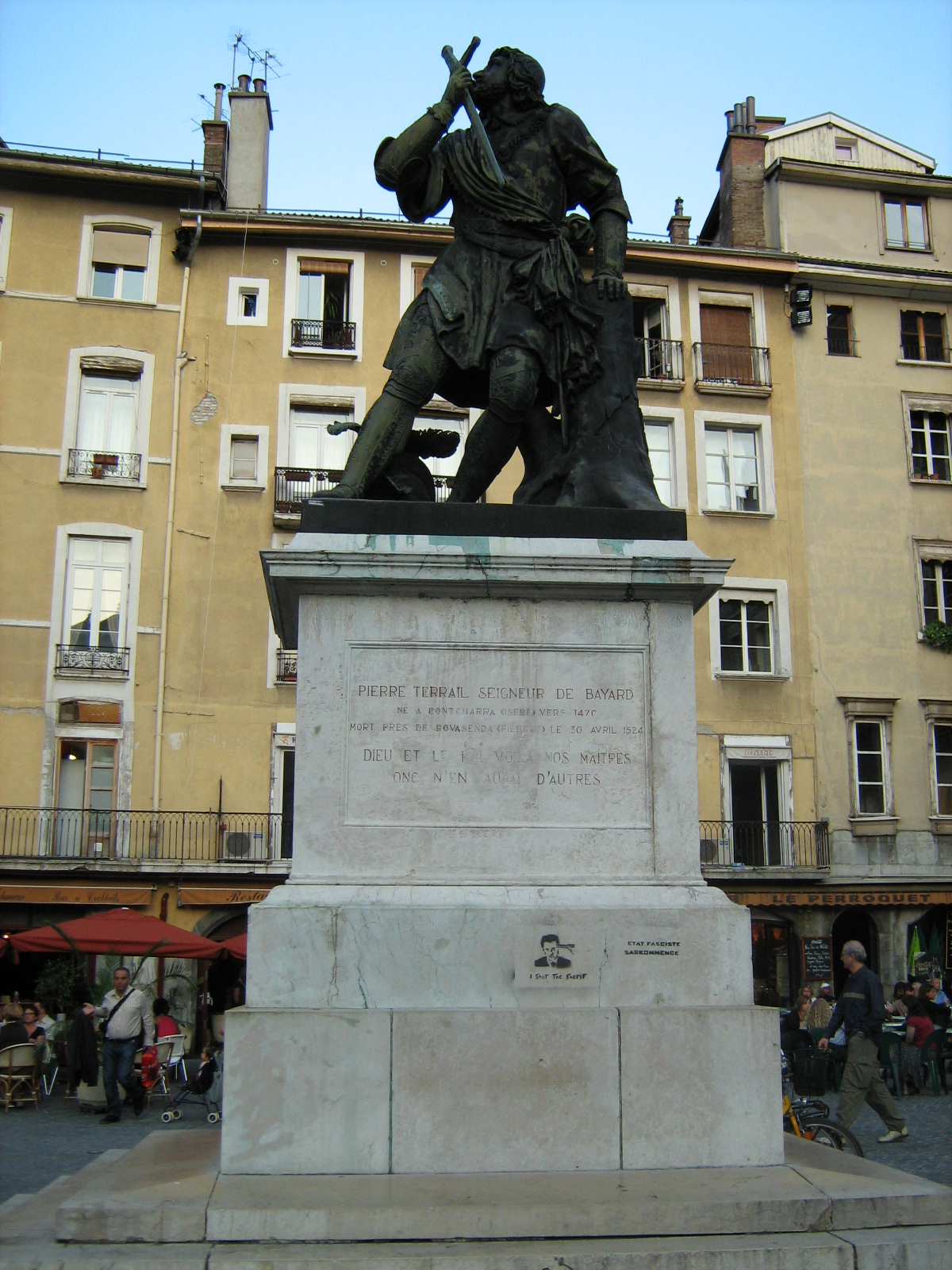
Monument à Bayard (1823), Grenoble.
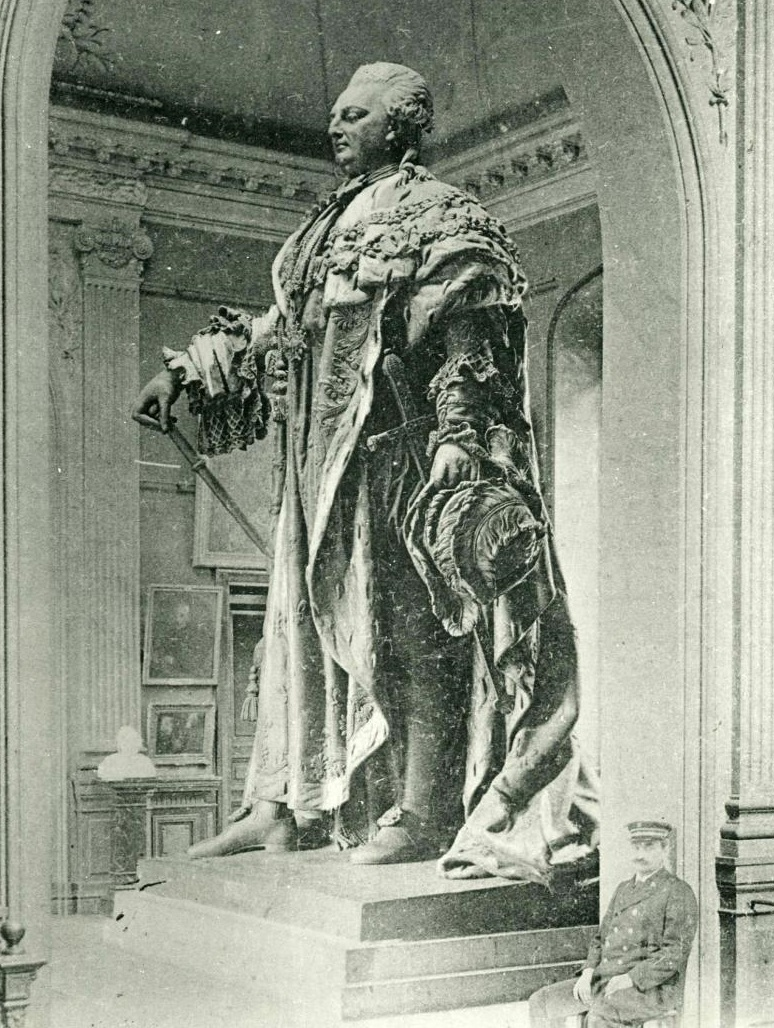
Louis XVI (1828), musée des beaux-arts de Bordeaux.
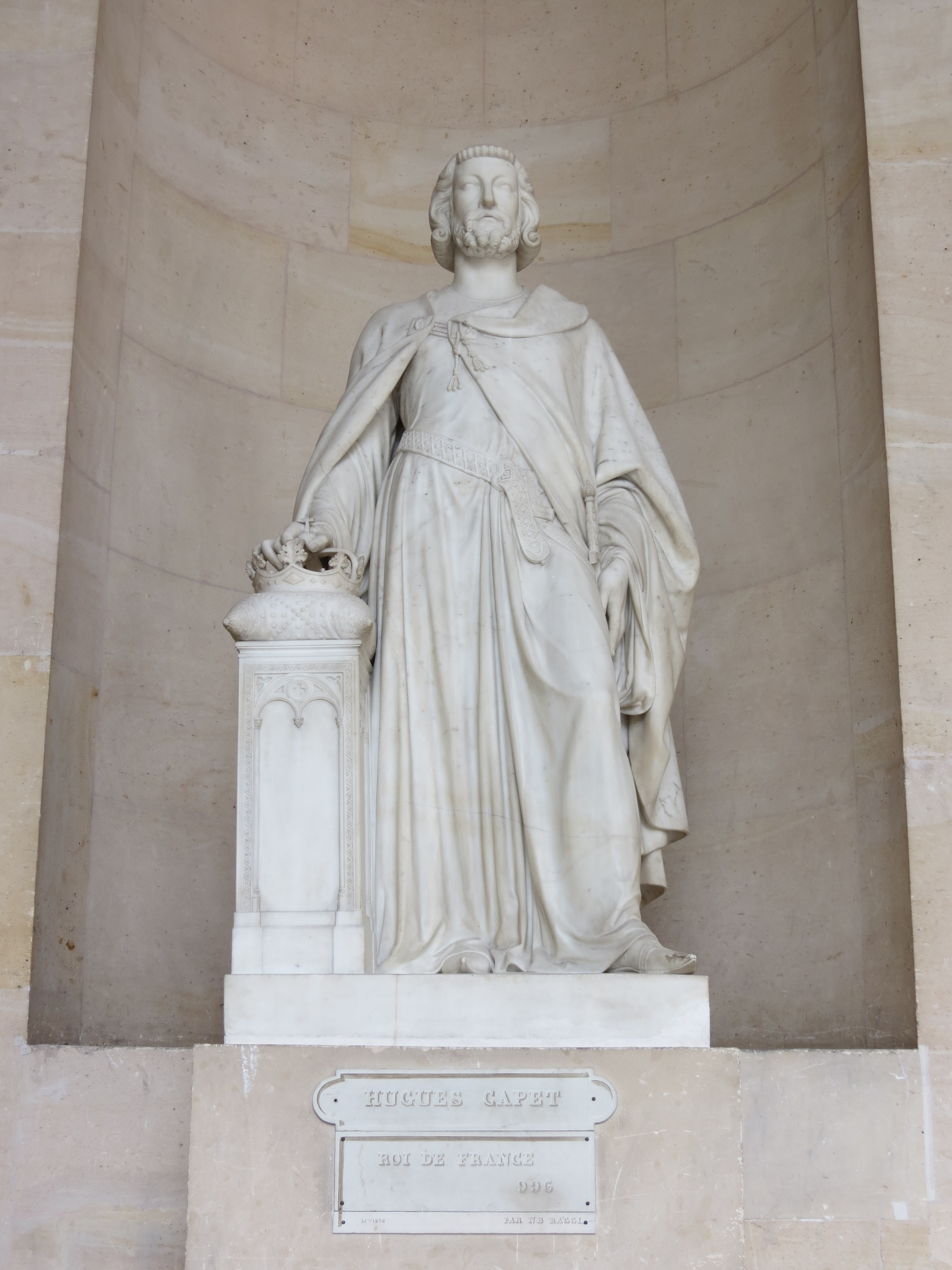
Hugues Capet (1837), Versailles, musée de l'Histoire de France.
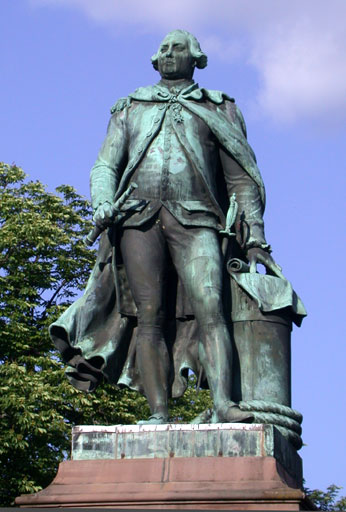
Monument à La Pérouse (1853, détail), Albi.
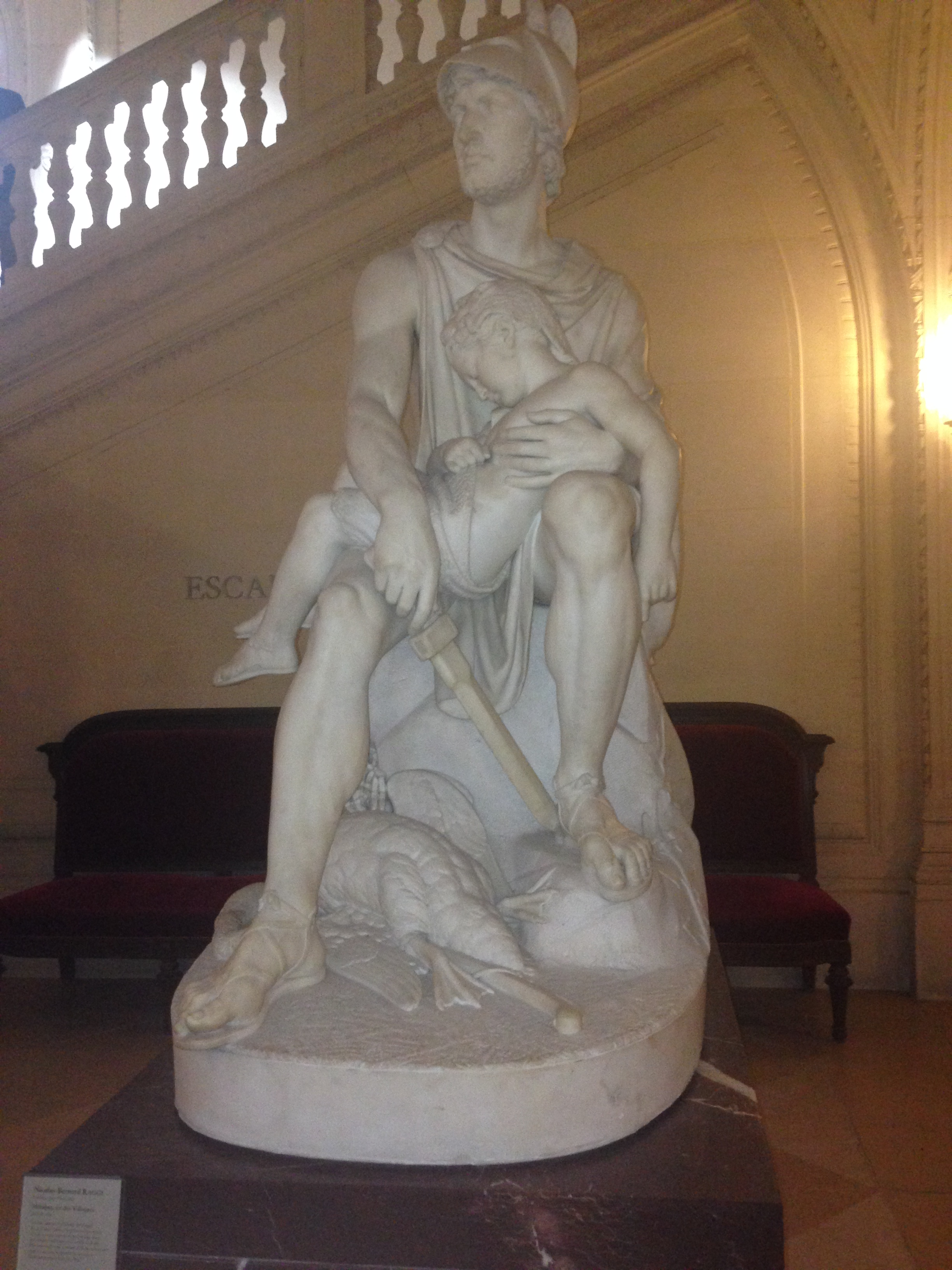
Métabus et Camille (1855), Paris, musée du Louvre.
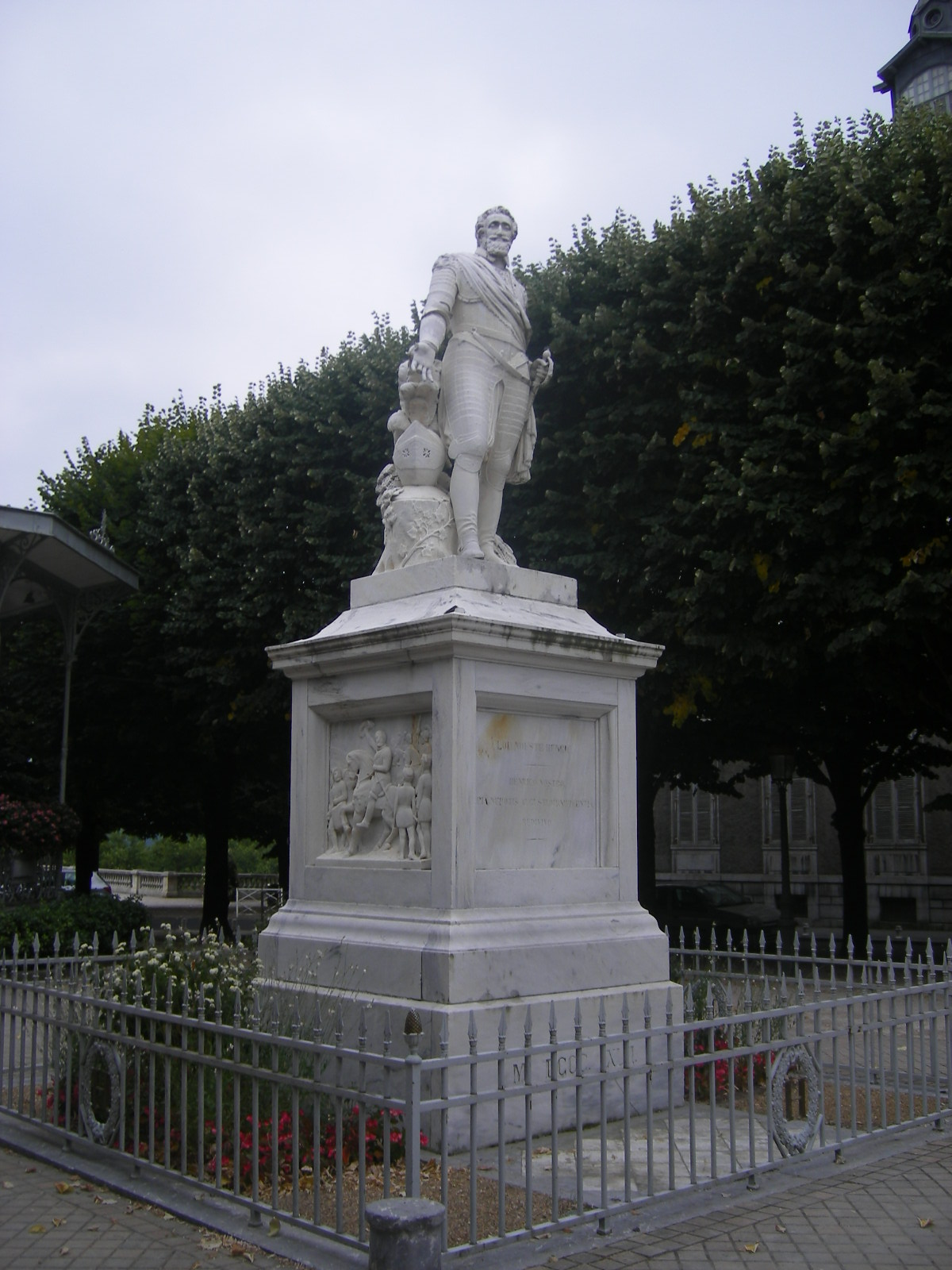
Monument à Henri IV, Pau.